# 布拉茨貝里 (明尼蘇達州)
布拉茨貝里（英語：Bratsberg）是位於美國明尼蘇達州菲爾莫爾縣的一個非建制地區。

## 歷史
布拉茨貝里的郵局於1862年設立，其後於1907年停運。此地得名自挪威的泰勒马克郡的舊稱。

## 地理
布拉茨貝里所處的海拔為高於海平面370米（即1214英呎），而該地所採用的時區為UTC-6，即北美中部時區（CST）。同時該地設有夏令時間，為UTC-6調快一小時，即UTC-5（CDT）。